# Zentralinstitut für Bibliothekswesen
Das Zentralinstitut für Bibliothekswesen (ZIB) war eine zentrale Einrichtung des Ministeriums für Kultur der DDR für Grundfragen der Entwicklung des Bibliothekswesens. Es wurde 1950 gegründet. Seine Auflösung erfolgte einigungsbedingt 1991. Die Mehrzahl seiner Mitarbeiter wurde vom Deutschen Bibliotheksinstitut, Berlin übernommen.
Das Zentralinstitut für Bibliothekswesen hatte für die Entwicklung des Bibliothekssystems der DDR und des Netzes der Staatlichen Allgemeinbibliotheken die Aufgabe,
- wissenschaftliche Grundlagenarbeit für Prognose, die Planung und Leitungstätigkeit und die Vorbereitung von Entscheidungen des Ministers für Kultur zu leisten und an der Sicherung des wissenschaftlichen Vorlaufes mitzuwirken,
- die Erläuterung, Durchsetzung und Kontrolle von Entscheidungen zu unterstützen, den Erfüllungsstand zu analysieren und für die Verallgemeinerung der besten Erfahrungen Sorge zu tragen,
- die örtlichen Staatsorgane, insbesondere die Räte der Bezirke, sowie die wissenschaftlichen Allgemeinbibliotheken der Bezirke und die Stadt- und Bezirksbibliotheken unter Nutzung der Ergebnisse anderer zentraler Einrichtungen bei der Lösung ihrer Aufgaben zur Entwicklung des Bibliothekssystems und regionaler Bibliotheksnetze zu unterstützen.

Für die staatlichen allgemeinen öffentlichen Bibliotheken und, nach Vereinbarung mit den zuständigen zentralen Organen, für andere allgemeinbildende Bibliotheken einschließlich der Gewerkschaften hatte das ZIB theoretische Grundlagen, praktische Hilfsmittel und praktische Materialien zu erarbeiten, die der bedarfsgerechten Gestaltung der Literaturversorgung und Literaturpropaganda (Bestandsaufbau, Bestandserschließung, Bestandsvermittlung), der Bibliotheksanalyse, Bedarfsforschung, Bibliotheksstatistik und ihrer wissenschaftlichen Auswertung von Nutzen sein sollten. Die Bibliotheksökonomie einschließlich der Erarbeitung von Leistungs- und Aufwandsnormativen, die Rationalisierung der Bibliotheksarbeit, die Bibliotheksorganisation und -technologie, der Bibliotheksbau, die mobiliare Ausstattung und die technische Ausrüstung der Bibliotheken gehörte ebenfalls zu den Aufgaben des ZIB.